# Yassamin Ansari
Pour les articles homonymes, voir Ansari.
Yassamin Ansari (persan : یاسمین انصاری), née le 7 avril 1992 à Seattle, est une militante et femme politique américaine en faveur de la politique climatique qui a siégé au conseil municipal de Phoenix de 2021 à 2024,,. Au moment de son élection, elle est la plus jeune personne à être élue au conseil et la première Américaine d'origine iranienne élue à une fonction publique en Arizona.
En novembre 2024, elle est élue à la Chambre des représentants des États-Unis pour le troisième district d'Arizona.

## Jeunesse et formation
Ansari est née le 7 avril 1992 de parents qui ont immigré aux États-Unis depuis l'Iran,. Au lycée, elle s'organise avec le Parti démocrate de l'Arizona pour soutenir la campagne présidentielle de Barack Obama en 2008 et travaille avec sa mère pour donner des cours particuliers à des réfugiés somaliens. Ansari fréquente l'université Stanford et obtient une licence en relations internationales,. Pendant ses études universitaires, elle effectue un stage auprès de Nancy Pelosi,. Après avoir obtenu son diplôme, elle est sélectionnée pour le programme de bourses John Gardner et commence à travailler au bureau du secrétaire général de l'ONU Ban Ki-moon. Elle travaille comme conseillère politique principale auprès de Ban Ki-moon, passant un an à travailler sur l'Accord de Paris, et occupe ensuite le même poste auprès du successeur de Ban Ki-moon, António Guterres,. Elle commence à travailler pour obtenir une maîtrise en relations internationales et en politique au St. John's College de Cambridge en 2016, qu'elle obtient finalement,,. Elle continue à s'impliquer dans la promotion de l'action climatique, en aidant à planifier le Sommet Action Climat 2016, le Sommet Mondial Action Climat et le premier Sommet de la Jeunesse sur le Climat des Nations Unies,.

## Carrière politique

### Conseil municipal de Phoenix
Ansari se présente aux élections de novembre 2020 pour occuper le siège laissé vacant par Michael Nowakowski, représentant le 7e district de Phoenix. Les deux premiers des cinq candidats aux élections générales, Ansari et Cinthia Estela, se qualifient pour un second tour qui a lieu le 9 mars 2021,. Ansari prend ses fonctions de membre du conseil le 19 avril 2021.
Pendant son mandat, elle créé un Bureau de réponse et d'atténuation de la chaleur. L'objectif est de planter des arbres, de réduire l'absorption de chaleur par les trottoirs, d'éduquer les résidents et de distribuer des ressources, notamment de l'eau. Elle contribue à l'élaboration d'un plan visant à promouvoir l'utilisation de véhicules électriques et plaide pour que la ville achète des bus publics électriques à pile à combustible et à batterie à hydrogène,. Elle assiste à la conférence des Nations Unies sur les changements climatiques de 2021 à Glasgow avec la maire de Phoenix, Kate Gallego, ainsi qu'à la celle de 2022 à Charm el-Cheikh,,.
Avec d'autres membres du conseil municipal de Phoenix, Ansari est critiquée en 2022 pour avoir utilisé une suite du Footprint Center, un lieu sportif appartenant à la ville, pour assister à des matchs et des concerts ; à la suite des critiques, le conseil vote pour revoir ses efforts de développement économique et envisager de louer la suite,.
Ansari démissionne de son siège au conseil municipal le 28 mars 2024 pour se concentrer sur sa campagne au Congrès. Elle est remplacée par l'ancien maire de Hayden, Carlos Galindo-Elvira.

### Candidature à la Chambre des représentants des États-Unis
Début février 2023, des journalistes rapportent qu'Ansari est une candidate potentielle au troisième district de l'Arizona,. Le 4 avril de cette année-là, elle annonce sa candidature,. Elle se présente comme démocrate et mène la collecte de fonds dès le début de la course,,,. En septembre 2023, Axios rapporte qu'Ansari et Raquel Terán (en) domineraient probablement la course. Ansari lève plus de 325 000 $ au premier trimestre 2024, portant son total levé à plus de 1,35 million de dollars.
Le 5 novembre 2024, elle est élue à la Chambre des représentants des États-Unis pour le troisième district d'Arizona, battant le républicain Jeff Zink.

## Positions politiques
Ansari plaide en faveur de l'action climatique et des efforts en faveur du développement durable. Elle exprime son soutien aux syndicats et aux droits LGBT,. Elle soutient également l’élargissement des options de logement temporaire et abordable pour aider à lutter contre le sans-abrisme à Phoenix.
Ansari est soutenue par la branche politique du groupe de défense pro-israélien Democratic Majority for Israel (en).

## Vie personnelle
Ansari est une ancienne membre du personnel chargé des politiques des Nations unies.
Selon les informations financières, le père d'Ansari lui prête entre 250 000 et 500 000 dollars pour l'achat d'un bien immobilier. Les déclarations financières d'Ansari d'octobre 2023 montrent qu'elle possède deux propriétés dans le centre-ville de Phoenix et qu'elle a gagné entre 15 000 et 50 000 dollars en 2023 en en louant une. Ansari estime également dans la divulgation que ses actifs valaient entre 2,5 et 8,3 millions de dollars.

## Prix et distinctions
En 2019, Ansari est sélectionnée pour le Grist 50, une liste annuelle de personnes prenant des mesures environnementales. En 2020, Ansari est sélectionnée pour la liste Forbes 30 under 30 : Policy and Law.